# Honni soit qui mal y pense (court métrage)
Pour les articles homonymes, voir Honni soit qui mal y pense.
Pour plus de détails, voir Fiche technique et Distribution.
Honni soit qui mal y pense est un court métrage français écrit et réalisé par Sarah-Laure Estragnat.

## Synopsis
Honni soit qui mal y pense est une allégorie de la mort.

## Fiche technique
- Réalisation : Sarah-Laure Estragnat
- Scénaristes : Sarah-Laure Estragnat
- Photographie : Stephen Meance
- Musique originale : Yohann Zveig
- Montage : Pierre-Marie Croquet
- Effets visuels : Cédric Kyo
- Scripte : Sarah-Lou Duriez
- Mixeur son : Sammy Nekib
- Société de production : Boburst Productions
- Producteur : Yohann Zveig
- Durée : 9 minutes

## Distribution
- Jackie Tadéoni : la Mort
- Alain Azérot : homme 1
- Sandra Dorset : femme 1
- Jonathan Henry : homme 2
- Lola Marois Bigard : femme 2
- David Lancelin Guerrero : homme 3
- Ariane Aggiage : femme 3
- Stephen Scardicchio : homme 4
- Sara Mortensen : femme 4
- Caroline Lê Quang : femme asiatique